# Lundgylden
Lundgylden (Smyrnium perfoliatum) er en 40-150 cm høj urt, der vokser i Danmark forvildet fra dyrkning og træffes i f.eks. parker eller langs veje. Den er under spredning i Danmark.

## Beskrivelse
Lundgylden er en toårig, urteagtig plante med en opret, stiv vækst. Skuddene er næsten uforgrenede helt til toppen, og de er vingede og svagt behårede. Bladene danner først en roset, men stængelbladene er spredtstillede og gennemvoksede (dvs. at bladpladen vokser ud fra alle sider af stænglen). De nederste er flere gange trekoblede, mens de øverste er skævt hjerteformede med rundtakket rand, og begge bladsider er ensartet lysegrønne. De allerøverste på stænglen er dog mere eller mindre gulgrønne eller næsten rent gule.
Blomstringen foregår i maj-juni, hvor man finder blomsterne samlet i endestillede skærme. De enkelte blomster er små, 5-tallige og reducerede, idet bægerblade og kronblade mangler. Frugterne er delfrugter, hvor de enkelte er sammenvoksede på den lange led. Frøene er sorte, ribbede og glinsende.
Rodsystemet består af en forholdsvis spinkel pælerod med nogle få siderødder.
Højde x bredde og årlig tilvækst: ,1,00 x 0,25 m (100 x 25 cm/år).

## Voksested
Arten er naturligt udbredt i Mellemøsten, Kaukasus og det sydøstlige og centrale Europa, men den er naturaliseret i store dele af det øvrige Europa, herunder i Danmark. Den er egentlig knyttet til let skyggede voksesteder med fugtig og næringsrig jord, men den kan klare sig i fuld sol og på langt mere tørre og magre jordtyper. Det sidste betyder, at den let kan blive ukrudtsagtig.
I Danmark er den temmelig sjælden over hele landet i parker, muldrige skove, langs veje og på affaldspladser. Der er forvildet i Danmark og under spredning.
På Vestvolden i København findes arten i ruderatlignende bevoksninger, som har et stort indslag af naturaliserede arter, sammen med bl.a. Aften-Pragtstjerne, Aftenstjerne, Cikorie, Draphavre, Fjerbusk, Hamp, Løvefod, Pastinak, Alm. Torskemund, Bugtet Kløver, Canadisk Gyldenris, Due-Skabiose, Dunet Vejbred, Hvid Stenkløver, Knold-Fladbælg, Kobber-Rose, Læge-Oksetunge, Pomerans-Høgeurt, Sølv-Potentil og Trævlekrone
| Portal | Portal:Botanik |

## Note
1. ↑  Skov- og Naturstyrelsen: Pleje- og anlægsplan for Vestvolden 2005 – 2010